# Primera Liga de Croacia 2014-15
La Prva HNL 2014-15, fue la vigésima cuarta edición de la Primera División de Croacia, desde su establecimiento en 1992. El torneo dio inicio el 18 de julio de 2014, y finalizó el 30 de mayo de 2015. El Dinamo Zagreb se coronó campeón.

## Equipos
En esta edición participaron 10 equipos. Se jugaron cuatro ruedas con un total de 36 partidos disputaron por club. El club NK Hrvatski Dragovoljac descendido la temporada anterior fue sustituido por el campeón de la Druga HNL el club Zagreb.

### Estadios y ciudades
| Club              | Ciudad     | Estadio               | Aforo  |
| ----------------- | ---------- | --------------------- | ------ |
| Dinamo Zagreb     | Zagreb     | Estadio Maksimir      | 38.000 |
| Hajduk Split      | Split      | Estadio Poljud        | 35.000 |
| Istra 1961        | Pula       | Estadio Aldo Drosina  | 9.200  |
| Lokomotiva Zagreb | Zagreb     | Estadio Maksimir      | 38.000 |
| Osijek            | Osijek     | Estadio Gradski vrt   | 22.050 |
| Rijeka            | Rijeka     | Estadio Kantrida      | 12.600 |
| Slaven Belupo     | Koprivnica | Gradski stadion       | 4.000  |
| Split             | Split      | Estadio Park mladeži  | 4.075  |
| Zadar             | Zadar      | Estadio Stanovi       | 5.860  |
| Zagreb            | Zagreb     | Stadion Kranjčevićeva | 8.000  |

### Cuerpo técnico e indumentaria
| Equipo            | Técnico           | Capitán         | Equipación | Patrocinio         |
| ----------------- | ----------------- | --------------- | ---------- | ------------------ |
| Dinamo Zagreb     | Zoran Mamić       | Josip Šimunić   | Puma       | —                  |
| Hajduk Split      | Igor Tudor        | Mario Maloča    | Macron     | Tommy              |
| Istra 1961        | Igor Pamić        | Fausto Budicin  | Errea      | —                  |
| Lokomotiva Zagreb | Tomislav Ivković  | Leonard Mesarić | Nike       | —                  |
| Osijek            | Tomislav Rukavina | Hrvoje Kurtović | Jako       | Croatia Osiguranje |
| Rijeka            | Matjaž Kek        | Dario Knežević  | Jako       | —                  |
| Slaven Belupo     | Elvis Scoria      | Mato Grgić      | Adidas     | Belupo             |
| Split             | Ivan Matić        | Ivica Križanac  | Jako       | Skladgradnja       |
| Zadar             | Miroslav Blažević | Jure Jerbić     | Lotto      | Hotel Kolovare     |
| Zagreb            | Željko Kopić      | Josip Jurendić  | Kappa      | —                  |

## Clasificación
|                 |     | Equipos           | PJ | PG | PE | PP | GF | GC | Dif. | Pts. |
| --------------- | --- | ----------------- | -- | -- | -- | -- | -- | -- | ---- | ---- |
| Clasificó a UCL | 1.  | Dinamo Zagreb (C) | 36 | 26 | 10 | 0  | 85 | 21 | +64  | 88   |
| Clasificó a UEL | 2.  | Rijeka            | 36 | 22 | 9  | 5  | 76 | 29 | +47  | 75   |
| Clasificó a UEL | 3.  | Hajduk Split      | 36 | 15 | 8  | 13 | 59 | 56 | +3   | 50   |
| Clasificó a UEL | 4.  | Lokomotiva Zagreb | 36 | 13 | 7  | 16 | 58 | 68 | -9   | 46   |
|                 | 5.  | Zagreb            | 36 | 13 | 7  | 16 | 45 | 54 | -9   | 46   |
|                 | 6.  | Slaven Belupo     | 36 | 11 | 9  | 16 | 38 | 49 | -11  | 42   |
|                 | 7.  | Split             | 36 | 9  | 14 | 13 | 42 | 49 | -7   | 41   |
|                 | 8.  | Osijek            | 36 | 10 | 6  | 20 | 42 | 59 | -17  | 36   |
|                 | 9.  | Istra 1961 (P)    | 36 | 7  | 14 | 15 | 36 | 59 | -23  | 35   |
|                 | 10. | Zadar (D)         | 36 | 8  | 8  | 20 | 37 | 75 | -38  | 32   |

|  | En zona de clasificación para la segunda ronda previa de la Liga de Campeones 2015-16. |
|  | En zona de clasificación para la segunda ronda previa de la Liga Europea 2015-16.      |
|  | En zona de clasificación para la primera ronda previa de la Liga Europea 2015-16.      |
|  | En zona de promoción por el descenso a Druga HNL 2015-16.                              |
|  | En zona de descenso a Druga HNL 2015-16.                                               |

| (C) Campeón    |
| (P) Promoción  |
| (D) Descendido |

- El Hajduk Split sufrió una reducción de 3 puntos por no presentarse en el juego de la fecha 16 contra Dinamo Zagreb.
- Debido a que el campeón de la Copa de Croacia, el Dinamo Zagreb, se clasificó para la Liga de Campeones de la UEFA, el cuarto clasificado avanza a la Liga Europa de la UEFA.

## Promoción
Al final de la temporada, el noveno clasificado, el Istra 1961 se debía enfrentar contra el subcampeón de la Druga HNL, el Sesvete. Sin embargo, el estadio del Sesvete no logró la licencia para la máxima categoría, y el club se negó a reemplazarlo en la promoción con el Estadio Maksimir, por lo cual el Istra 1961 automáticamente mantuvo la categoría. 

## Máximos Goleadores
| Pos.                                      | Jugador                | Equipo                 | Goles | Penal |
| ----------------------------------------- | ---------------------- | ---------------------- | ----- | ----- |
| 1º.                                       | Andrej Kramarić        | H. N. K. Rijeka        | 21    | 3     |
| 2º.                                       | Ángelo Henríquez       | G. N. K. Dinamo Zagreb | 21    | 2     |
| 3º.                                       | Dejan Radonjić         | N. K. Istra 1961       | 16    | 1     |
| 4º.                                       | Gabrijel Boban         | N. K. Zagreb           | 13    | 0     |
| 5º.                                       | Duje Čop               | G. N. K. Dinamo Zagreb | 12    | 1     |
| 6º.                                       | Marko Pjaca            | G. N. K. Dinamo Zagreb | 11    | 1     |
| 7°.                                       | El Arbi Hillel Soudani | G. N. K. Dinamo Zagreb | 11    | 0     |
| 8º.                                       | Sokol Cikalleshi       | R. N. K. Split         | 10    | 3     |
| 9º.                                       | Marko Mirić            | N. K. Slaven Belupo    | 10    | 1     |
| 10º.                                      | Domagoj Pavičić        | G. N. K. Dinamo Zagreb | 10    | 1     |
| Última actualización: 23 de mayo de 2015. |                        |                        |       |       |